# Selos e história postal de Ruanda-Urundi

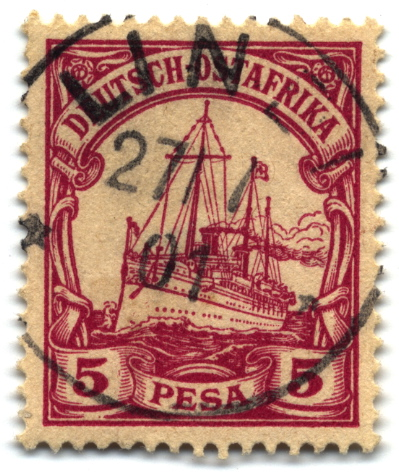
Selo de 5-pesa, carimbado em 27 de julho de 1901

Os territórios africanos de Ruanda e Burundi ficaram em poder da Bélgica sob a designação de Ruanda-Urundi, depois de terem sido confiscados à Alemanha, em 1916, durante a I Guerra Mundial. Antes faziam parte da África Oriental Alemã, juntamente com o Tanganica.

## O domínio alemão (1897-1916)
O primeiro europeu a entrar no Ruanda, foi um alemão, o conde von Götzen, que visitou a corte do rei Rwabugiri em 1894. Três anos depois, com a morte do rei, os alemães anexaram o reino do Ruanda, bem como o vizinho reino do Burundi, no território da África Oriental Alemã que compreendia o Tanganica, ou seja, a parte continental da atual Tanzânia.
Os primeiros selos usados no território foram selos alemães sem sobrecarga. A primeira sobrecarga, indicando o valor na moeda local ("pesa"), apareceu em 1893, sendo completada a partir de 1896 com a menção "Deutsch-Ostafrika".
Os selos da África Oriental Alemã continuaram em serviço nos distritos de Ruanda e do Urundi até ao início da Primeira Grande Guerra.

## O domínio belga (1916-1962)

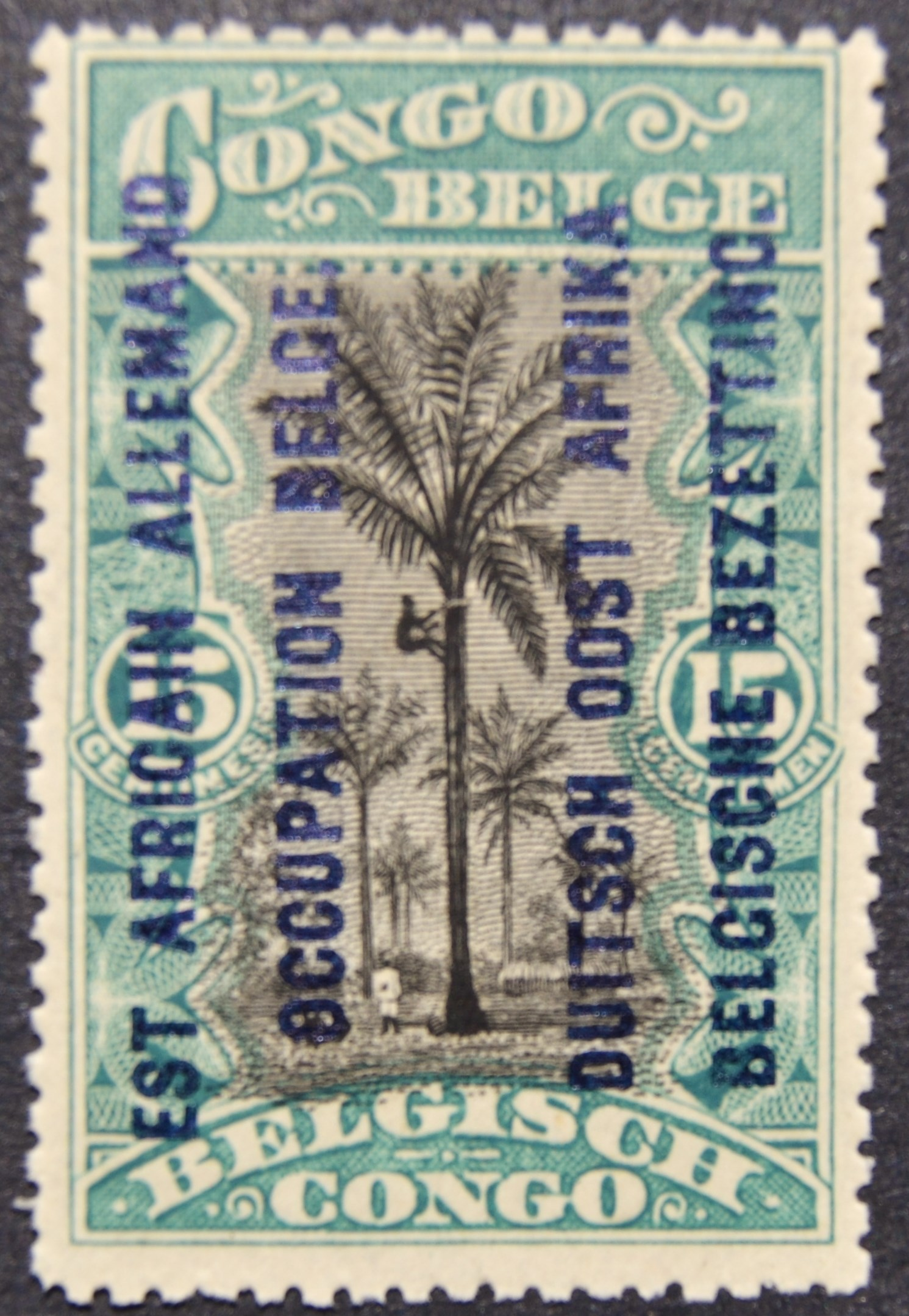
Selo do período inicial da Ocupação Belga.

Quando a Alemanha invadiu a Bélgica, no início da I Guerra Mundial, os belgas exerceram uma pequena retaliação na África central. Assim, tropas provenientes do Congo Belga ocuparam, em 1916, o território de Ruanda-Urundi. Depois da guerra, a Liga das Nações confirmou esta realidade, conferindo à Bélgica (em 1924) um mandato para administrar a colónia.
Entre estas duas datas, foram postos a circular selos do Congo Belga, sobrecarregados com a inscrição bilingue (francesa e flamenga) "EST AFRICAIN ALLEMAND OCCUPATION BELGE / DUITSCH OOST AFRIKA BELGISCHE BEZETTING".
Mas foi só em 1931 que surgiu a primeira emissão de selos originais do Ruanda-Urundi, constituída por uma série de quinze valores dedicados às paisagens e aos costumes locais.
As emissões seguintes, muito semelhantes às do Congo Belga, ilustravam motivos essencialmente ligados à fauna e à flora africanas e a homenagens aos monarcas belgas.
O ambiente de violência e de conflitos étnicos ao longo da década de 1950, conduziria à independência em 1962. As duas partes do Ruanda-Urundi tornaram-se independentes em julho de 1962. Apesar das pressões da ONU para a criação de uma única nação federada, as duas optaram por seguir caminhos separados, dando lugar às duas novas repúblicas de Ruanda e Burundi.

## Galeria

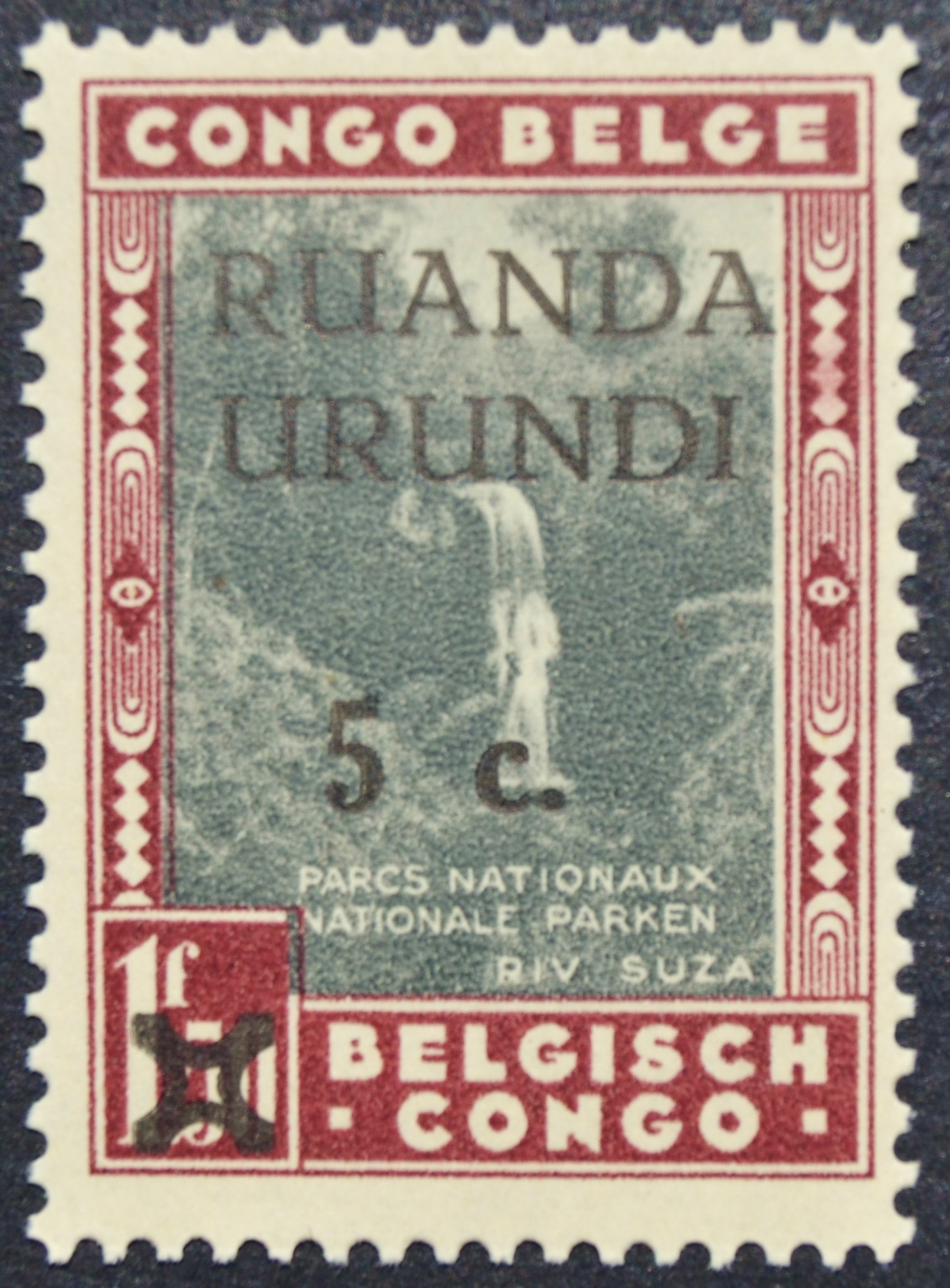
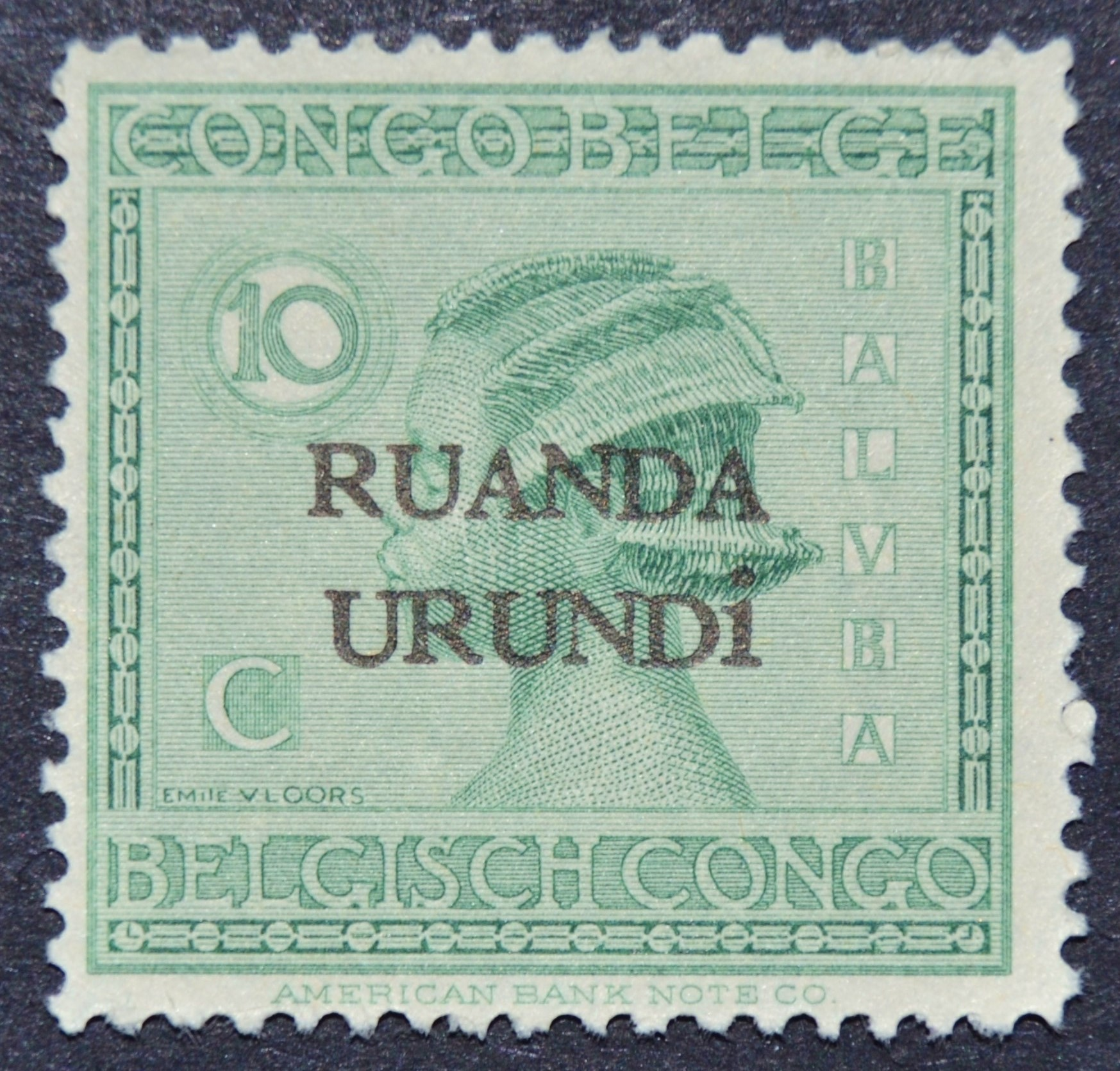
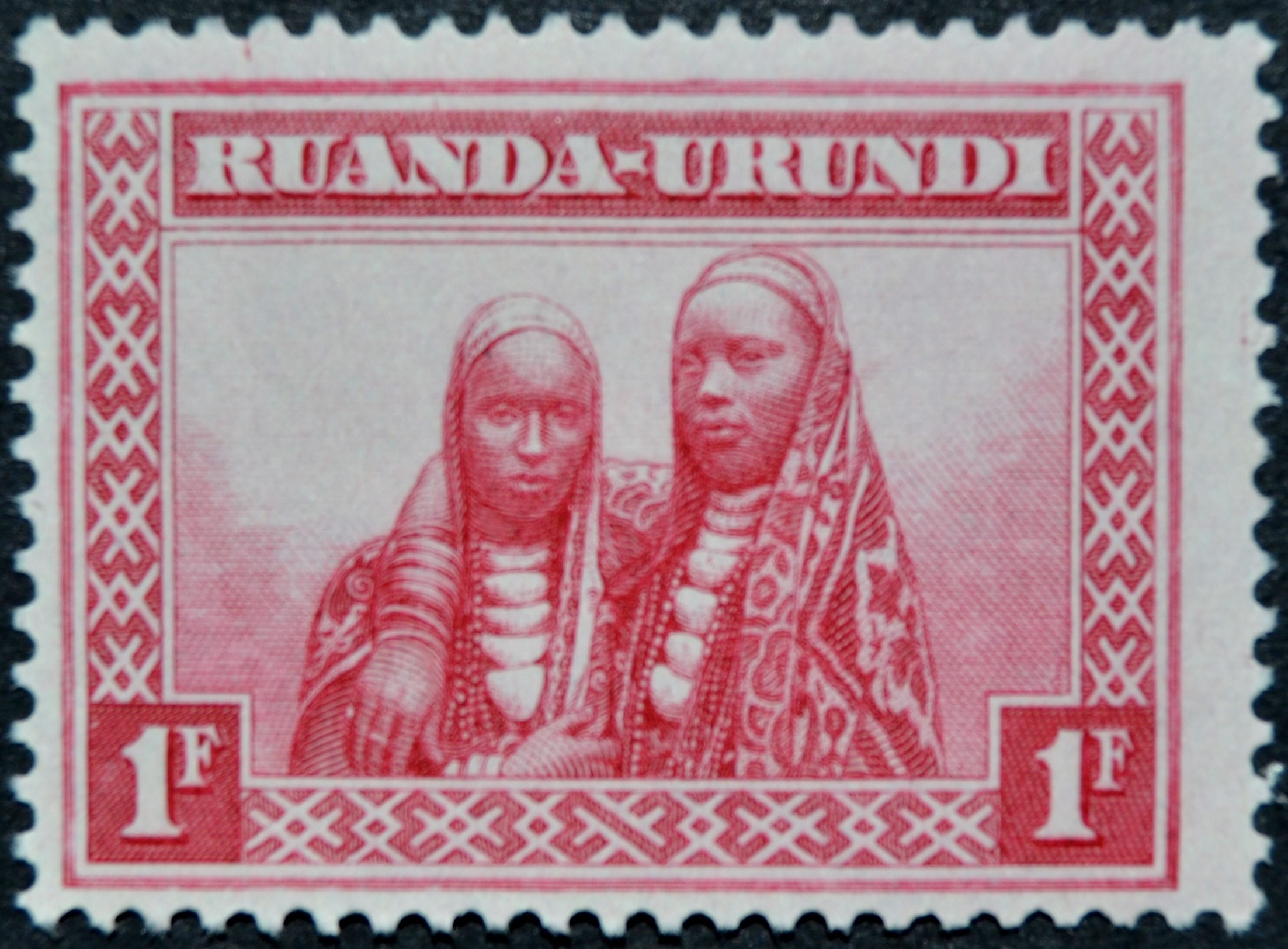
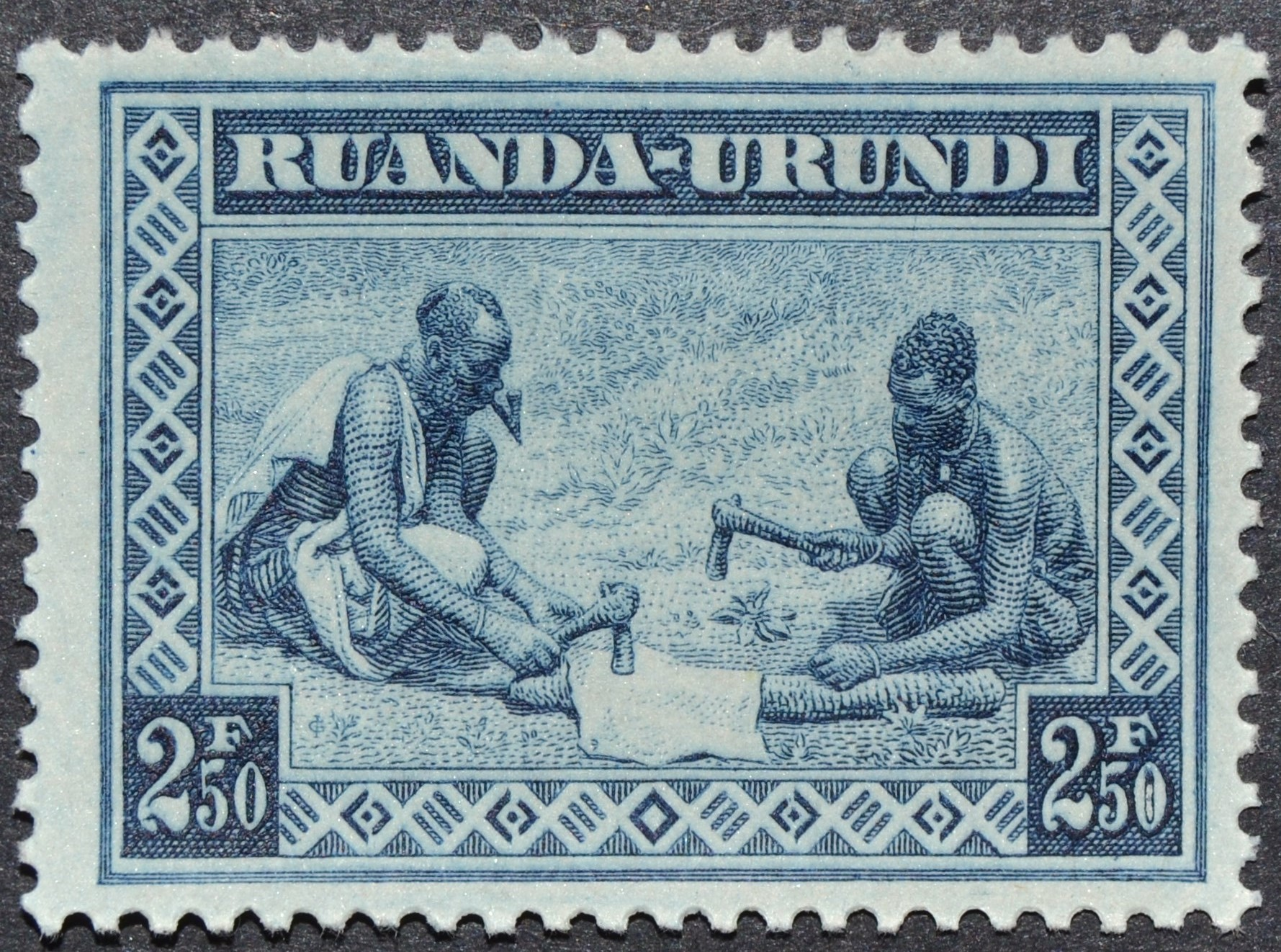
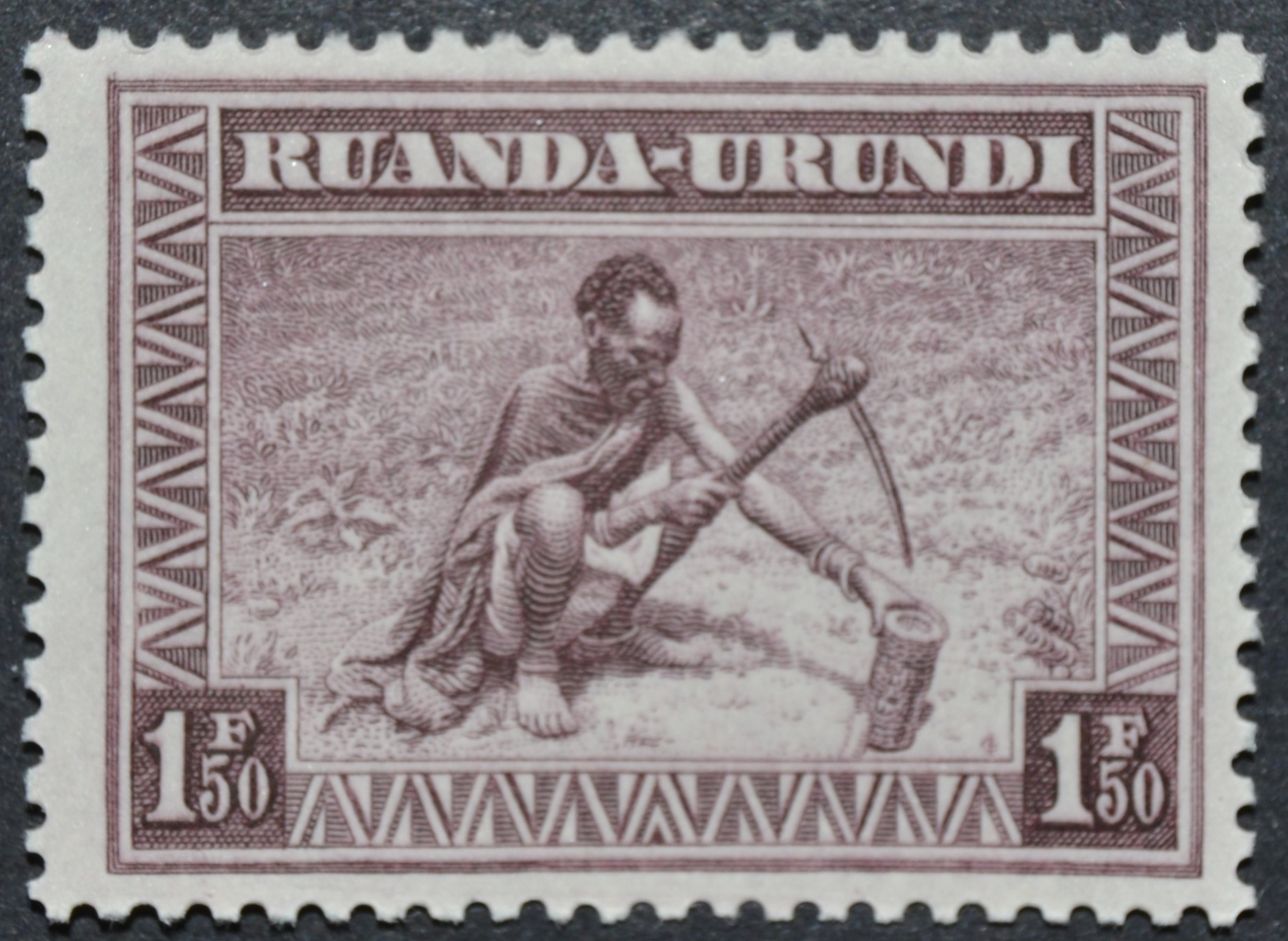
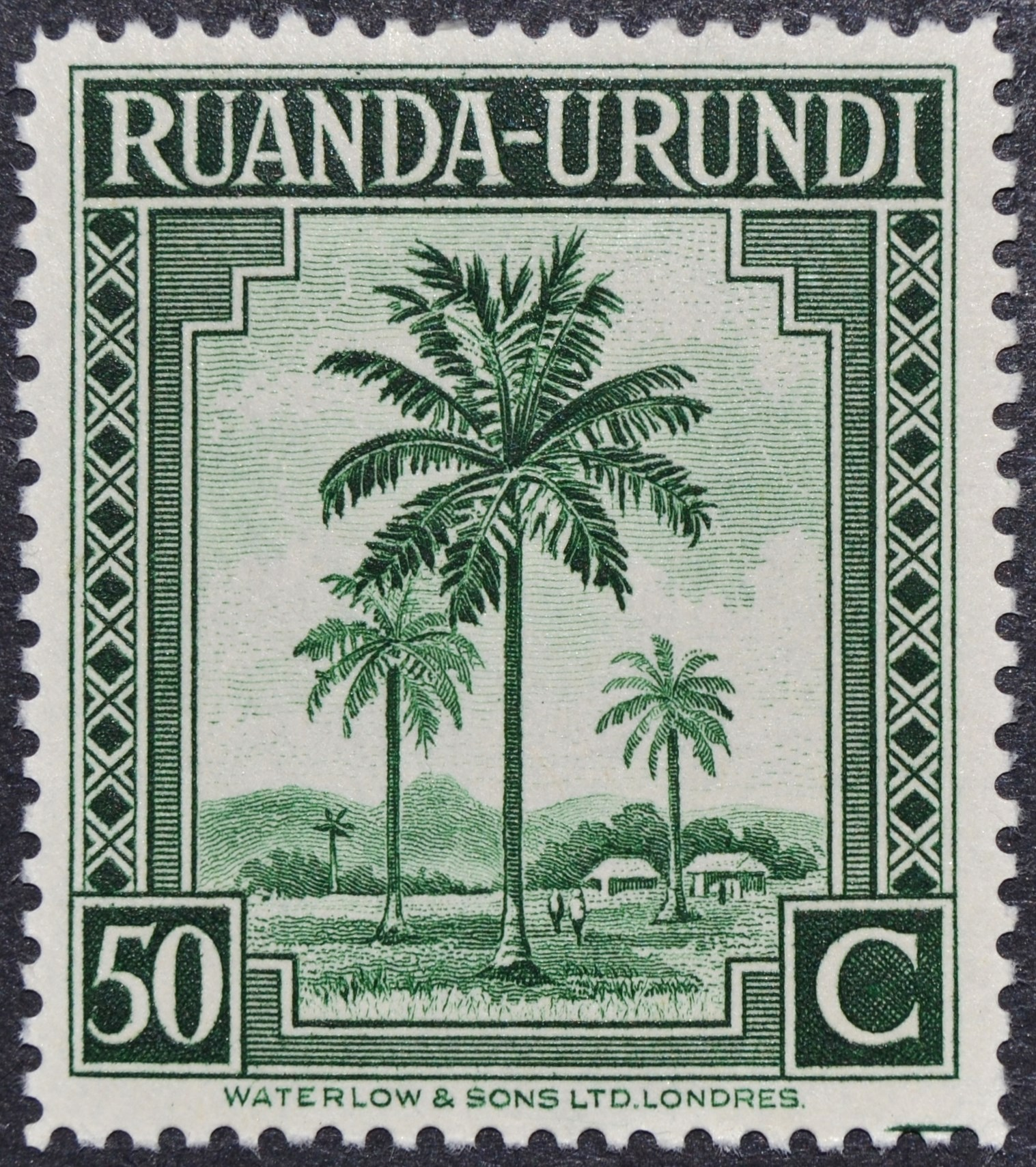
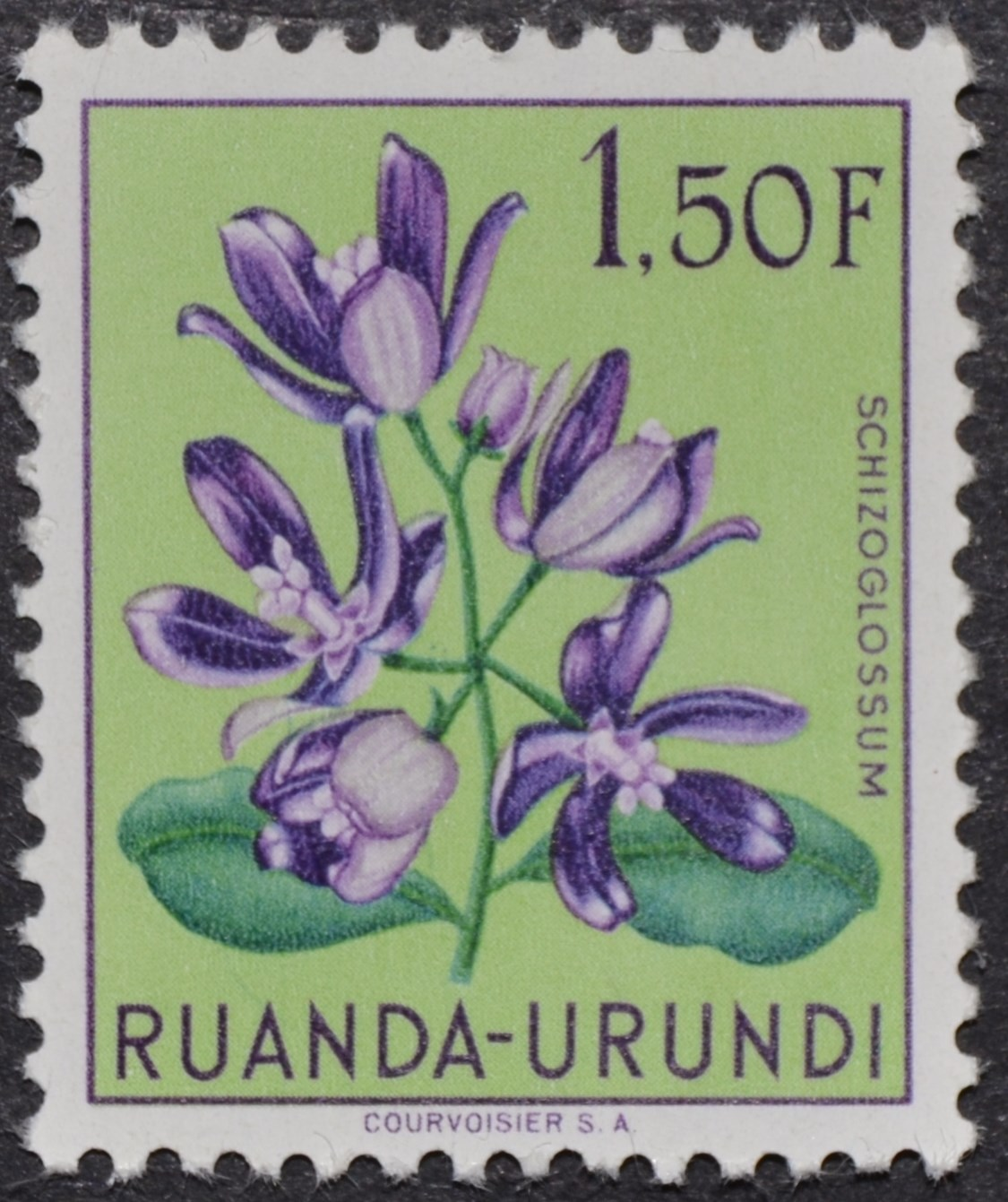
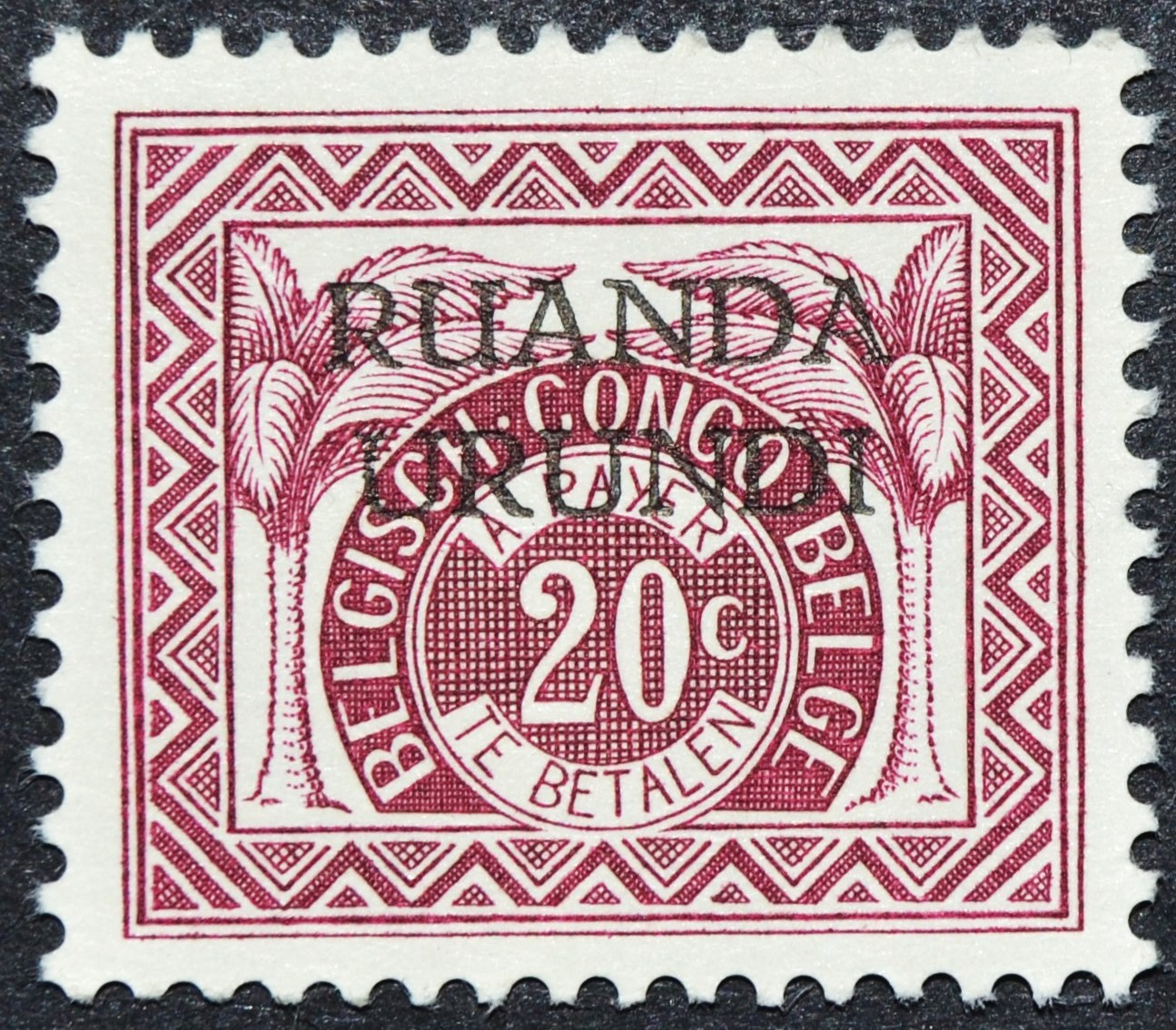

- Ficheiro:Ruanda-Urundi SW168 - 1959.JPG